# Silvia de Dios
Silvia de Dios (Bogotá; 9 de febrero de 1966) es una actriz colombiana que hizo su debut en la televisión en 1988, en la telenovela Caballo viejo pero saltó a la fama internacional gracias a su papel de la malvada Lucrecia en la telenovela Café, con aroma de mujer. Se ha destacado en roles antagónicos.

## Carrera
Empezó en la telenovela Caballo viejo en donde interpretaba a Nora un muchacha que estaba enamorada de su tío. Pero saltó a la fama cuando interpretó a la malvada Lucrecia de Vallejo en la inolvidable telenovela Café con aroma de mujer. Posteriormente continuó haciendo papeles de villana y apareció en otras telenovelas como Padres e hijos, Traga maluca y María Madrugada.
En 2009, volvió a protagonizar en la telenovela Verano en Venecia al lado del cubano Abel Rodríguez. Ella no protagonizaba una telenovela desde que sustituyó a Marcela Carvajal en De pies a cabeza.
Recientemente apareció en la telenovela de RCN, La Traicionera. Para 2013, hará para Caracol Televisión el dramatizado Terapia de Pareja, junto al actor peruano Diego Bertie.
Como modelo ha trabajado para diversas marcas como Revlon, Trinity n' Jeans e Yves Saint Laurent.

## Vida privada
En 2001, mantuvo una relación sentimental con el también actor Julián Román.

## Filmografía

### Televisión
| Año       | Título                    | Personaje                               |
| --------- | ------------------------- | --------------------------------------- |
| 2024      | La sustituta              | Hilda Camacho                           |
| 2023      | Manes                     | Martha                                  |
| 2022      | Duro contra el mundo      | Participante                            |
| 2021      | MalaYerba                 | Eva                                     |
| 2021-2022 | La nieta elegida          | Daniela Krogemann de Osorno             |
| 2021      | Pa' quererte              | Clemencia Salamanca                     |
| 2018      | Nadie me quita lo bailao  | Liliana Guzmán                          |
| 2018      | Garzón                    | Elvira                                  |
| 2017      | El chapo                  | Mirtha                                  |
| 2017      | Narcos                    |                                         |
| 2017      | Venganza                  | Cristina Ochoa de Santana               |
| 2015      | Metástasis                | Marcela Negro                           |
| 2015      | La esquina del diablo     | Cecilia de Gómez                        |
| 2014      | Las trampas de Falopio    |                                         |
| 2014      | Familia en venta          | Judge                                   |
| 2014      | Mentiras perfectas        | Margarita                               |
| 2013-2014 | Secretos del paraíso      | Eugenia Santana de Márquez              |
| 2012      | Lynch                     | Liliana Barrera                         |
| 2011-2012 | La traicionera            | Marcia Posada                           |
| 2011      | Confidencial              | Marcela de Castellanos                  |
| 2010      | Decisiones extremas       | Varios personajes                       |
| 2010-2012 | A mano limpia             | Lucrecia Arciniegas                     |
| 2010-2016 | Mujeres al límite         | Varios personajes                       |
| 2009-2010 | Los Victorinos            | Ángela de Gallardo                      |
| 2009      | Verano en Venecia         | Roselia "Rossy" Romero (Protagonista)   |
| 2007-2008 | Pura sangre               | Susana Suescún de Lagos                 |
| 2006-2008 | La hija del mariachi      | Nora de Macías (Antagonista)            |
| 2006      | Amores de mercado         | Fanny (Actuación especial)              |
| 2005-2006 | Decisiones                | Varios personajes                       |
| 2005      | Por amor a Gloria         | Sol Amaya (Antagonista)                 |
| 2004      | Te voy a enseñar a querer | Empera Divas (Actuación especial)       |
| 2002      | María Madrugada           | Silvia de Echeverry (Antagonista)       |
| 2000-2002 | Padres e hijos            | Helena Sánchez #2                       |
| 2000      | Traga maluca              | Perla Conde (Antagonista)               |
| 1999      | Marido y mujer            | Aura Cristina Hiller (Antagonista)      |
| 1998      | El amor es más fuerte     | Alejandra de Serrano                    |
| 1997      | Dos mujeres               |                                         |
| 1996      | La sombra del deseo       | Laura de Soler #2 (Antagonista)         |
| 1994      | Café con aroma de mujer   | Lucrecia Rivas de Vallejo (Antagonista) |
| 1995      | Sueños y espejos          | Silvia                                  |
| 1995      | De pies a cabeza          | Lucía #2 (Protagonista)                 |
| 1990      | Música maestro            | Juanita                                 |
| 1988      | Caballo viejo             | Nora Márquez (Protagonista)             |

## Premios y nominaciones

### Premios TVyNovelas
| A456ño | Categoría                             | Telenovela/Serie | Resultado |
| ------ | ------------------------------------- | ---------------- | --------- |
| 2003   | Mejor actriz antagónica de telenovela | María Madrugada  | Ganadora  |

### Premios India Catalina
| Año  | Categoría                                     | Telenovela/Serie  | Resultado |
| ---- | --------------------------------------------- | ----------------- | --------- |
| 2006 | Mejor actriz de reparto de telenovela o serie | Por amor a Gloria | Nominada  |
| 2003 | Mejor actriz de reparto de telenovela o serie | María Madrugada   | Nominada  |